# Tereza Margarida do Coração de Maria
Tereza Margarida do Coração de Maria O.C.D., nascida Maria Luiza Rezende Marques (Borda da Mata, 24 de dezembro de 1915 – Três Pontas, 14 de novembro de 2005), foi uma freira carmelita do interior do estado de Minas Gerais. É carinhosamente chamada "Nossa Mãe" em virtude do acolhimento, das orações e conselhos que destinava aos que lhe procuravam. Os trabalhos por sua beatificação foram iniciados em julho de 2011. Em 20 de maio de 2023, o Papa Francisco reconheceu suas virtudes heroicas.

## Biografia

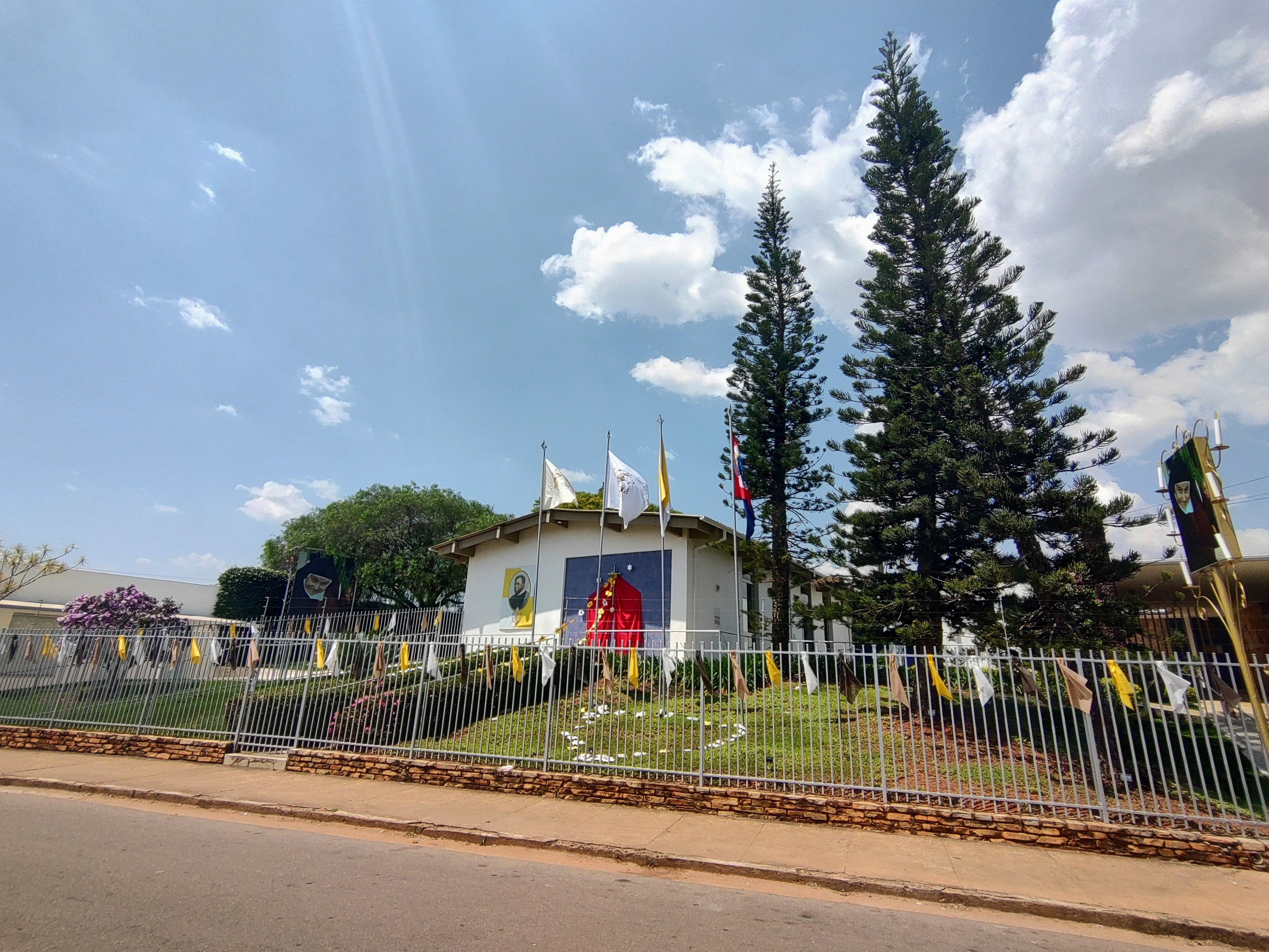
Carmelo São José em Três Pontas, fundado por Madre Tereza Margarida

Maria Luiza Rezende Marques nasceu em 24 de dezembro de 1915 em Borda da Mata, interior de Minas Gerais. Era a quinta dos doze filhos do casal Francisco Marques da Costa Júnior e Mariana Resende Costa. Os pais, preocupados com a formação sua e de seus irmãos, mudaram-se para Cruzeiro, em São Paulo. Em Taubaté, estudou no colégio das Irmãs da Congregação de São José de Chambéry.
Em sua juventude, pôs-se a leitura do livro "História de uma alma" de Santa Teresinha do Menino Jesus e "Memórias de Santa Elizabeth da Trindade". Desde então, sentiu-se atraída pela espiritualidade carmelita.
Vencendo a resistência do pai, em 1937, ingressou no carmelo de Mogi das Cruzes como noviça. Em 2 de fevereiro de 1939 emitiu os votos temporários e, em 2 de fevereiro de 1942, fez sua profissão solene. Em 1946, a comunidade religiosa mudou-se para o novo carmelo construído em Aparecida, onde desempenhou sua vocação religiosa.
A pedido da Diocese de Campanha, juntamente com sete irmãs, em 16 de julho de 1962, fundou um mosteiro carmelita em Três Pontas. Ali cumpriu os deveres de prioresa, subprioresa e mestra de noviças. Rapidamente, o recém-fundado carmelo tornou-se destino para muitos fiéis da região que buscavam seus sábios conselhos, direção espiritual e demais formas de ajuda. Por estes peregrinos, foi intitulada como "Nossa Mãe" como forma de carinho e admiração.
Conforme a idade avança, sua saúde começava a debilitar, no entanto, não deixou de manter-se à escuta dos numerosos fiéis que a procuravam. Sua vida chegou ao fim na madrugada de 14 de novembro de 2005, quando contava com seus 89 anos de idade. Estava então em seu leito, na enfermaria do carmelo de Três Pontas. Rapidamente, a notícia da morte espalhou-se, provocando comoção nos muitos católicos que a admiravam na região.

## Beatificação

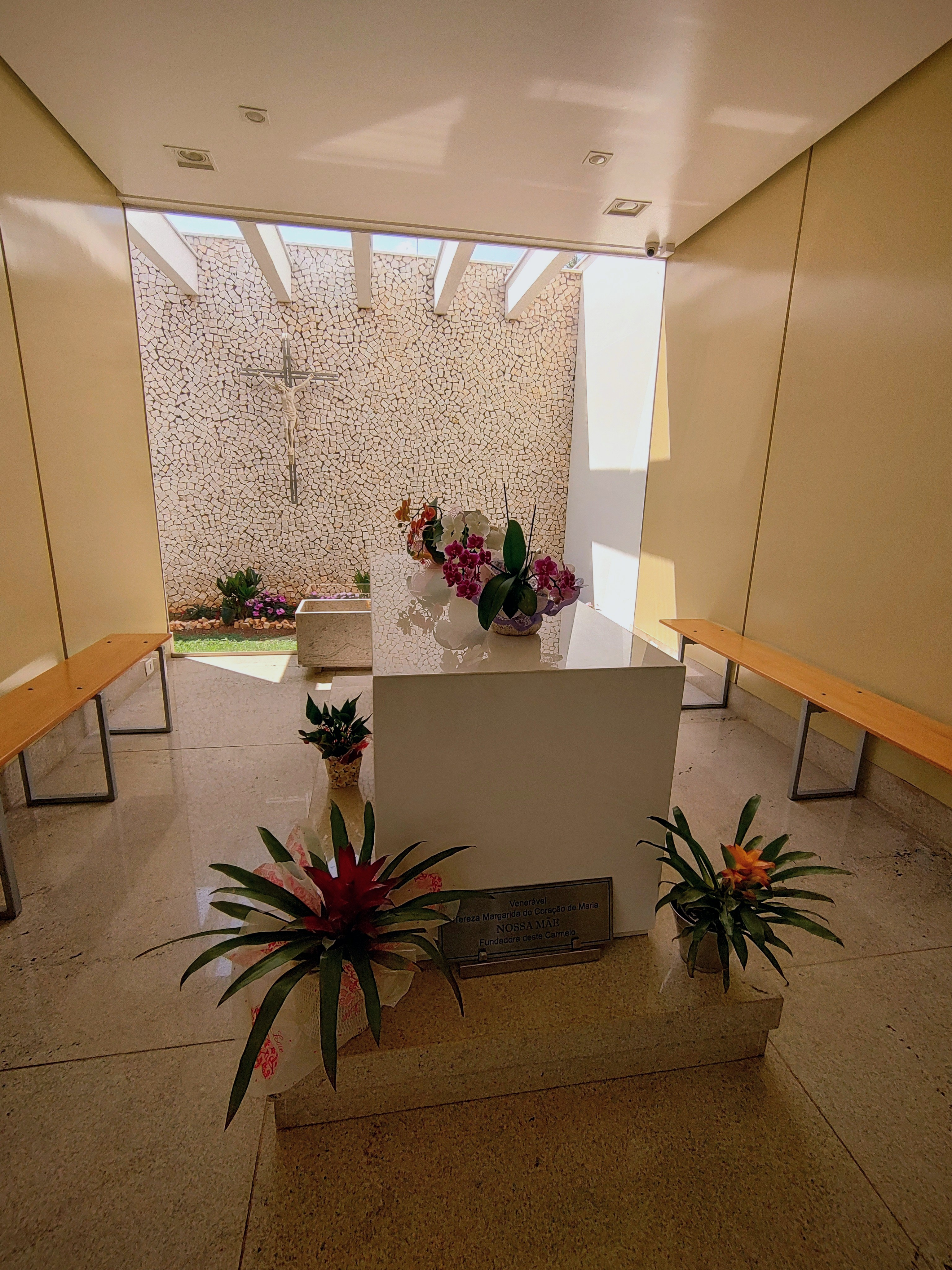
Seu túmulo no interior do carmelo

Após sua morte, lhe foram atribuídos muitos relatos de graças alcançadas. Em 7 de julho de 2011, após o recebimento do nihil obstat, foram iniciados os trabalhos por sua beatificação. Em 4 de maio de 2012 teve início a fase diocesana do processo, com o recolhimento de testemunhos acerca da vida de Madre Tereza Margarida. A fase foi concluída em 12 de maio do ano seguinte, com o envio de todo o material para a Congregação para a Causa dos Santos, no Vaticano.
Em 20 de maio de 2023, o Papa Francisco acolheu o parecer positivo da mesma congregação e concedeu-lhe oficialmente o título de Venerável.
O postulador desta causa é o Dr. Paolo Vilotta.